# نخاع العظام
نقي العظم أو نخاع العظم هو نسيج حيوي شبه صلب يوجد داخل الأجزاء الإسفنجيَّة من العظام الطويلة ، وهو الموقع الرئيسي لإنتاج خلايا الدم الجديدة «تكوين الدم» عند الطيور والثدييات، يتكون نقي العظم من الخلايا الجذعية المنتجة للدم ونسيج شحمي وأنسجة داعمة أخرى، ويوجد عند البالغين بشكل أساسي في عظام الأضلاع والحوض والقص والفقرات، ويشكل تقريباً 4% من وزن الجسم بشكل وسطي فتقريباً هو يشكِّل 2.6 كغ عند شخص وزنه 65 كغ.
ينتج نقي العظم قرابة 500 مليار خلية دموية يومياً والتي تدخل للدوران عبر جيوب وريدية خاصة، جميع مكونات الدم وخلاياه يتمُّ إنتاجها في نقي العظم ومع ذلك فبعض أنواعها كالخلايا اللمفاوية يجب أن تهاجر خارج نقي العظم إلى الأعضاء اللمفاوية الأخرى لكي تنضج بشكل كامل وتصبح قادرة على القيام بوظيفتها.
يمكن إجراء عمليات جراحية لزرع نقي العظم لعلاج بعض الأمراض الخطيرة مثل بعض أنواع اللوكيميا، ويمكن أيضاً تحويل الخلايا الجذعية في نقي العظم لخلايا عصبية وظيفية متمايزة ، ويمكن استخدامها في علاج العديد من الأمراض المناعية الذاتية والأورام الخبيثة.

## البنية النسيجية
يتكوَّن نقي العظم من خليط من العناصر الخلوية وغير الخلوية، مع التقدم بالعمر واستجابةً للعديد من العوامل يتحوَّل نقي العظم عند البشر من اللون الأحمر إلى اللون الأصفر بحسب نسبة الخلايا المكوِّنة للدم إلى الخلايا الشحمية، وعلى كلِّ حال يبقى التفسير الدقيق والآليات الكامنة وراء تنظيم ذلك غير مفهومة حتى الآن  ، تحتوي عظام الأطفال حديثي الولادة على نقي عظم أحمر حصراً، ومع التقدُّم بالعمر يحدث تحوُّل تدريجي نحو نقي العظم الأصفر، وعند البالغين يوجد نقي العظم الأحمر بشكل رئيسي في الهيكل العظمي المركزي كالحوض والقص والأضلاع والفقرات ولوح الكتف وقد يوجد أحياناً في النهايات المشاشية للعظام الطويلة كالفخذ والعضد، أحياناً وخلال ظروف نقص الأكسجة المزمنة يقوم الجسم بتحويل نقي العظم الأصفر إلى نقي عظم أحمر لزيادة إنتاج كريات الدم الحمراء وتعويض نقص الأكسجة.

### العناصر المكوِّنة للدم
من الناحية الخلوية فإنَّ المكوِّن الرئيسي الوظيفي لنقي العظم هو الخلايا السليفة التي تنضج لاحقاً لتتحول إلى كريات الدم الحمراء وكريات الدم البيضاء والخلايا اللمفاوية، ويحتوي نقي العظم أيضاً على الخلايا الجذعيَّة المكوِّنة للدم والتي تعطي ثلاثة أنواع من خلايا الدم الموجودة في الدوران الدموي وهي: كريات الدم البيضاء، كريات الدم الحمراء، الصفيحات الدموية.

### اللُحمة
بالإضافة للعناصر المكوِّنة للدم يوجد في نقي العظم لُحمة خلوية أو نسيج داعم يشمل جميع العناصر والأنسجة التي لا تساهم بشكل مباشر في الوظيفة الرئيسية لنقي العظم، ومع ذلك يمكن أن تساهم هذه الأنسجة في تكوين الدم بطريقة غير مباشرة من خلال تأمين بيئة ووسط مغذي وملائم لانقسام الخلايا الجذعية وتكوين الدم، على سبيل المثال فإنَّها تولِّد عوامل تحفيز وتحريض تلعب دوراً هاماً في تشكيل عناصر الدم، تشمل أنواع الخلايا التي تشكِّل لُحمة نقي العظم:
- خلايا النسيج الضام التي تدعم إنتاج خلايا كريات الدم الحمراء لأنَّها توفِّر الحديد الضروري لتكوين الهيموغلوبين
- الخلايا الشحمية
- الخلايا البانية للعظم
- الخلايا الهادمة للعظم
- الخلايا البطانية الظهارية التي تُشتق من الخلايا الجذعية البطانية الموجودة أيضاً في نقي العظم[12]

## الوظيفة

### الخلايا الجذعية الميزانشيمية
يحتوي نقي العظم على الخلايا الجذعية الميزانشيمية MSCs، والتي تعرف أيضاً باسم الخلايا النسيجية لنقي العظم، هذه الخلايا متعددة الوظائف فيمكن أن تتمايز إلى أنواع مختلفة من الخلايا، فقد تتحول إلى بانيات عظم، خلايا غضروفية، خلايا شحمية، خلايا ظهارية.

### الحاجز الدموي لنقي العظم
تُشكِّل الأوعية الدموية في نقي العظم حاجزاً يمنع خلايا الدم غير الناضجة من مغادرة نقي العظم إلى الدوران الدموي، يسمح هذا الحاجز بعبور خلايا الدم الناضجة فقط التي تحتوي على بروتينات خاصة في غشائها الخلوي وبفضل هذه البروتينات الغشائية تعبر الخلايا بطانة الأوعية الدموية إلى الدوران الدموي، أحياناً تعبر بعض الخلايا الجذعية هذا الحاجز ويتم التعرُّف عليها في الدم.

### الدور اللمفاوي لنقي العظم
يعدُّ نقي العظم الأحمر عنصراً أساسياً في الجهاز اللمفاوي، لأنَّه يعتبر العضو اللمفاوي الأولي الذي يولِّدُ الخلايا الدموية اللمفاوية انطلاقاً من الخلية الجذعية الأساسية في نقي العظم، العضو اللمفاوي الأولي الآخر هو الغدة الصعترية التي تشارك في إنتاج الخلايا اللمفاوية وتمايزها المُبكِّر، بالإضافة لذلك يلعب نقي العظم دور حاجز ينظِّم عبور الخلايا اللمفاوية إلى الدم المحيطي ويمنع تدفقها بكمية كبيرة إليه.

## التوزع
هناك توزّع مُعيَّن للخلايا ضمن نقي العظم، حيث تميل أنواع معينة منها للتجمُّع في مناطق محدَّدة من النقي، فمثلاً تميل كريات الدم الحمراء وسليفاتها للتجمُّع حول الأوعية الدموية، بينما تتجمَّع الخلايا المُحبَّبة عند حدود (حافة) نقي العظم.

## اعتبارات سريرية

### الأمراض
يمكن للعديد من الأمراض أن تؤثِّر على نقي العظم، ويمكن أن يحدث خلل في بنيته الطبيعية في سياق: فقر الدم اللاتنسجي، الأورام الخبيثة مثل الورم النقوي العديد، الإصابة بالسل، وكلُّ ذلك يؤدي لانخفاض في إنتاج الخلايا المكونة للدم والصفيحات، كما أنَّ نقي العظم يمكن أن يتأثر أيضاً بأشكال مختلفة من اللوكيميا التي تهاجم الخلايا السليفة تحديداً، كذلك فإنَّ التعرُّض للإشعاع والعلاج الكيماوي يُدمِّر الخلايا سريعة الانقسام مثل الخلايا الجذعية في نقي العظم، وبالتالي سيؤدي إلى ضعف في جهاز المناعة، وإنَّ العديد من الأعراض التي تحدث بسبب التعرُّض للأشعة سببها التلف الذي يصيب خلايا نقي العظم.
يتطلَّب تشخيص الأمراض التي تصيب نقي العظم أخذ رشافة أو خزعة من النقي، عن طريق إبرة دقيقة مجوفة للحصول على عينة من نقي العظم الأحمر من قمة عظم الحرقفة ويتمُّ هذا الإجراء تحت التخدير العام أو الموضعي.

### الاستخدامات العلاجية للخلايا الجذعية
للخلايا الجذعية المأخوذة من نقي العظم مجموعة واسعة ومتنوعة من التطبيقات العلاجية وخصوصاً في مجال زراعة الأعضاء وتجديدها وعلاج العديد من الأمراض والحالات الطبيَّة المعقَّدة.

### الاستقصاءات الشعاعية
للاستقصاءات الشعاعية المختلفة دورٌ محدود في تقديم معلومات ومعطيات عن نقي العظم، لأنَّ الأشعة السينية المُستخدمة في التصوير الطبي تخترق الأنسجة الرخوة كنقي العظم ولا تُقدِّم تفاصيل هامة عنها مع أنَّها قد تكشف أي تبدلات موجود في العظام المحيطة بالنقي، في حين أنَّ الطبقي المحوري لديه قدرة أفضل إلى حدٍّ ما على تقييم نقي العظم ودراسته، على الرغم من انخفاض حساسيته ونوعيَّته للآفات التي تصيبه، نقي العظم الأصفر عادة هو منخفض الكثافة حيث تتراوح كثافته على الطبقي المحوري من (- 30 إلى - 100 هاونسفيلد) وهو بذلك يشبه النسيج الشحمي والأنسجة الرخوة، في حين تكون كثافة نقي العظم الأحمر أكبر.
إنَّ التصوير بالرنين المغناطيسي أكثر حساسيةً ودقة في تقييم نقي العظم، لأنَّه يُوضِّح وبدقة التركيب الجزيئي للأنسجة الرخوة، وبالتالي فهو يوفِّر معلومات تفصيليَّة تتعلق بالمحتوى النسبي من الشحوم ضمن نقي العظم، عند البالغين يكون نقي العظم الأصفر هو المسيطر في أغلب العظام وخصوصاً في الهيكل العظمي المحيطي، ويمكن دراسته بدقة عن طريق الطبقي المحوري لأنَّ الجزيئات الشحمية لها إشارة عالية على الزمن T1، أمَّا عند استبدال اللون الأصفر الشحمي بنسيج ذو تركيب خلوي أكثف فإنَّ هذا التغيير يشير عادةً لنقي عظم أحمر طبيعي أو إلى آفات مرضية في نقي العظم أهمها السرطان وعادةً ما يمكن التفريق بين الحالتين باستخدام الرنين المغناطيسي من خلال المقارنة مع الأنسجة الرخوة المجاورة، فكثافة نقي العظم الأحمر تكون عادةً مساوية أو أعلى حتى من كثافة العضلات الهيكلية أو الأقراص الفقرية المجاورة ، يمكن أن يحدث تحوُّل لنقي العظم الأحمر إلى نقي عظم أصفر شحمي مع التقدم بالعمر، على الرغم من أنَّه يمكن مشاهدة هذه الظاهرة على الرنين المغناطيسي في حالات عديدة أخرى كالعلاج الشعاعي والورم النقوي العديد واللوكيميا.

### من الناحية النسيجيَّة
يمكن فحص العينات النسيجية المأخوذة من نقي العظم عن طريق الرشف أو الخزعة لدراسة الحالات المرضية المختلفة، يستخدم الفحص النسيجي لنقي العظم في تشخيص العديد من الأمراض بما في ذلك سرطان الدم، والورم النقوي العديد، وحالات فقر الدم المُعقَّدة، ونقص الكريات الشامل «نقص عناصر الدم الثلاثة».
إنَّ نقي العظم هو المسؤول عن إنتاج جميع العناصر الخلوية للدم، بما في ذلك الصفيحات الدموية وكريات الدم الحمراء وكريات الدم البيضاء، أحياناً يمكن استخلاص الكثير من المعلومات من خلال فحص الدم المحيطي، وأحياناً يكون من الضروري فحص مصدر الخلايا الدموية وأساسها في نقي العظم من خلال خزعة نقي العظم.

## زرع نقي العظم
إنَّ زرع نقي العظم ببساطة هو أخذ الخلايا الجذعية المكوِّنة للدم من شخص ونقلها لشخصٍ آخر أو إعادة زرعها في نفس الشخص عند الحاجة لها في وقتٍ لاحق، عندما يكون الآخذ والمُعطي متوافقين نسيجيَّاً فإنَّ هذه الخلايا الجذعية المنقولة ستبدأ في عملها وتنتج الخلايا الدموية، عادةً ما يتمُّ إجراء نقل نقي العظم من شخصٍ لآخر لعلاج حالات مرضيَّة مُعقَّدة مثل الأمراض الخلقية والأورام الخبيثة وأمراض المناعة الذاتيَّة، في البداية يتمُّ قتل خلايا نقي العظم عند الآخذ عن طريق الأشعة أو الأدوية وبعدها يتمُّ إدخال الخلايا الجذعية الجديدة، أحياناً قبل البدء بالعلاج الكيميائي أو الشعاعي للمريض المصاب بالسرطان يتمُّ أخذ بعض الخلايا الجذعية من نقي العظم لديه وإعادة زراعتها لاحقاً بعد انتهاء العلاج لاستعادة جهاز المناعة الذي يدمره العلاج الشعاعي والكيميائي عادةً.
كذلك يمكن تحفيز الخلايا الجذعية لنقي العظم لتتمايز إلى خلايا عصبيَّة لعلاج بعض الأمراض العصبية، وأحياناً يمكن استخدامها لعلاج بعض الأمراض الأخرى كأمراض الأمعاء الالتهابية، في عام 2013 وبعد العديد من الأبحاث والتجارب السريرية اقترح العلماء أنَّ زرع نقي العظم يمكن استخدامه لعلاج فيروس نقص المناعة «الإيدز» بالاشتراك مع مضادات الفيروسات، ولكنَّ الأبحاث بيَّنت أن فيروس الإيدز لا يزال موجوداً في أجسام المرضى الذين تمَّ إجراء الزرع لهم.

## قطف الخلايا الجذعية
عادةً ما يتمُّ قطف الخلايا الجذعية «أخذها من المتبرع» من نقي العظم الأحمر الموجود في قمِّة عظم الحرقفة تحت التخدير العام غالباً، ويعتبر هذا الإجراء بسيطاً نسبيَّاً ولا يحتاج للخياطة بعده، وأحياناً يتمُّ إجراؤه بطريقة جراحيَّة ويتطلَّب فترة مكث في المشفى تتراوح من يوم إلى يومين.
من الخيارات الأخرى المطروحة استخدام أدوية معيَّنة تُحفِّز إطلاق الخلايا الجذعية من نقي العظم إلى الدم المحيطي، وهناك يتمُّ استخراجها عن طريق قثطرة وريدية وتصفيتها من بقية العناصر الدموية، قد يتمُّ أيضاً أخذ نقي العظم من القص أو من عظم الظنبوب عند الرضع، أما عند حديثي الولادة فيمكن أخذ الخلايا الجذعية من الحبل السري.

## السجل الأحفوري

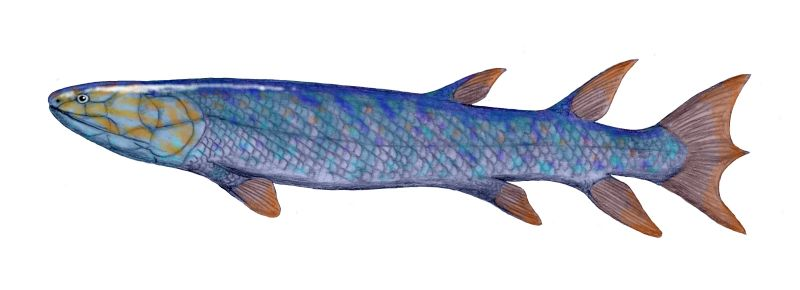
يوستينوبتيرون فوردي، سمكة ذات زعانف مفصصة من أواخر العصر الديفوني في كندا

بحسب السجل الأحفوري قد يكون نقي العظم قد تطوَّر لأول مرة في أحد أنواع أسماك ما قبل التاريخ التي تُعرف Eusthenopteron و ظهرت قبل حوالي 370 مليون سنة، حيث تمَّت دراسة الهياكل العظمية المتحجرة لهذه الأسماك بالأشعة السينية والطبقي المحوري وتبيَّن وجود تجاويف كانت مملوءة بنقي العظم ضمن عظامها، لاحقاً ظهر نقي العظم عند الفقاريات والثدييات الأكثر تطوُّراً.

## نقي العظم كغذاء
يستخدم نقي عظم الحيوانات كغذاء من قبل البشر على نطاق عالمي واسع، وقد استخدمته العديد من الحضارات كغذاء عبر التاريخ لأنَّه مصدر غني بالشحوم والطاقة، في أوروبا في القرن الثامن عشر كان هناك أداة خاصة تدعى مغرفة النقي تصنع من الفضة وتستخدم خصوصاً لتجريد العظم من النقي ورغم ذلك فإنَّ استخدام نقي العظم كغذاء ما يزال محدوداً وغير شائع في العالم الغربي.
أمَّا في فيتنام اليوم فيستخدم نقي العظم البقري ضمن العديد من الشوربات الشعبية، ويدخل كمكوِّن رئيسي في حساء البقول في الفلبين، ويعتبر أيضاً طبقاً أساسياً في العديد من الدول الشرقية الأخرى كأندونيسيا والهند وباكستان، في الصين يستخدم نقي العظم المستخرج من ظنبوب الخنزير لصنع الحساء ويتم استخراج النقي عن طريق عيدان تناول الطعام، ويدخل نقي العظم أيضاً في العديد من الوجبات المختلفة في دول العالم الأخرى كهنغاريا وإيطاليا وإيران ونيبال وحتى عند سكان آلاسكا الأصليين.

## وصلات إضافية
- Nature Bone Marrow Transplantation (Nature Publishing Group) – specialist scientific journal with articles on bone marrow biology and clinical uses.
- Cooper، B (2011). "The origins of bone marrow as the seedbed of our blood: from antiquity to the time of Osler" (PDF). Baylor University Medical Center Proceedings. ج. 24 ع. 2: 115–8. PMC:3069519. PMID:21566758. مؤرشف من الأصل (PDF) في 2020-03-09.